# Classix Kempten

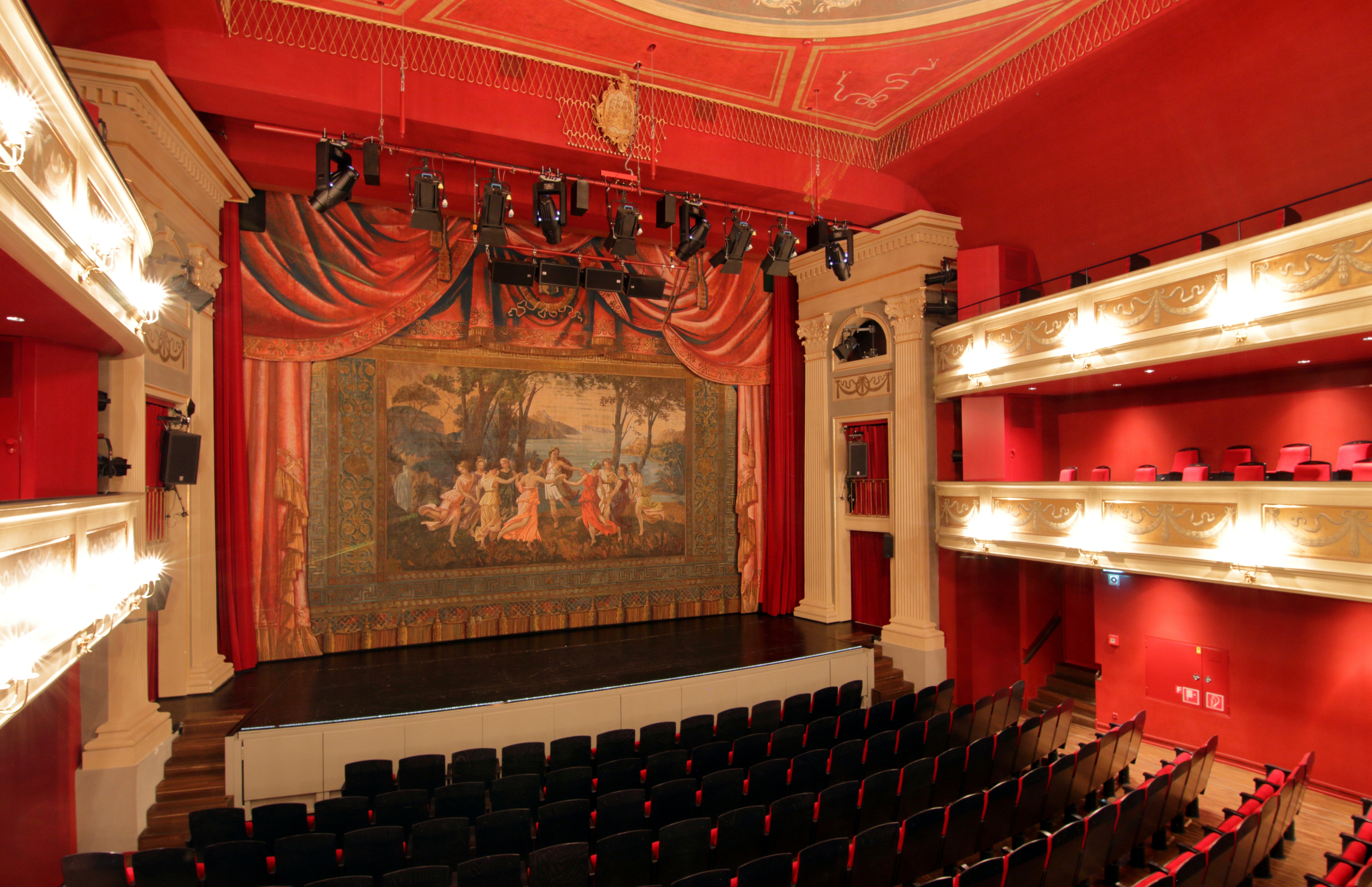
Seit 2011 findet die Veranstaltung im Stadttheater Kempten statt.

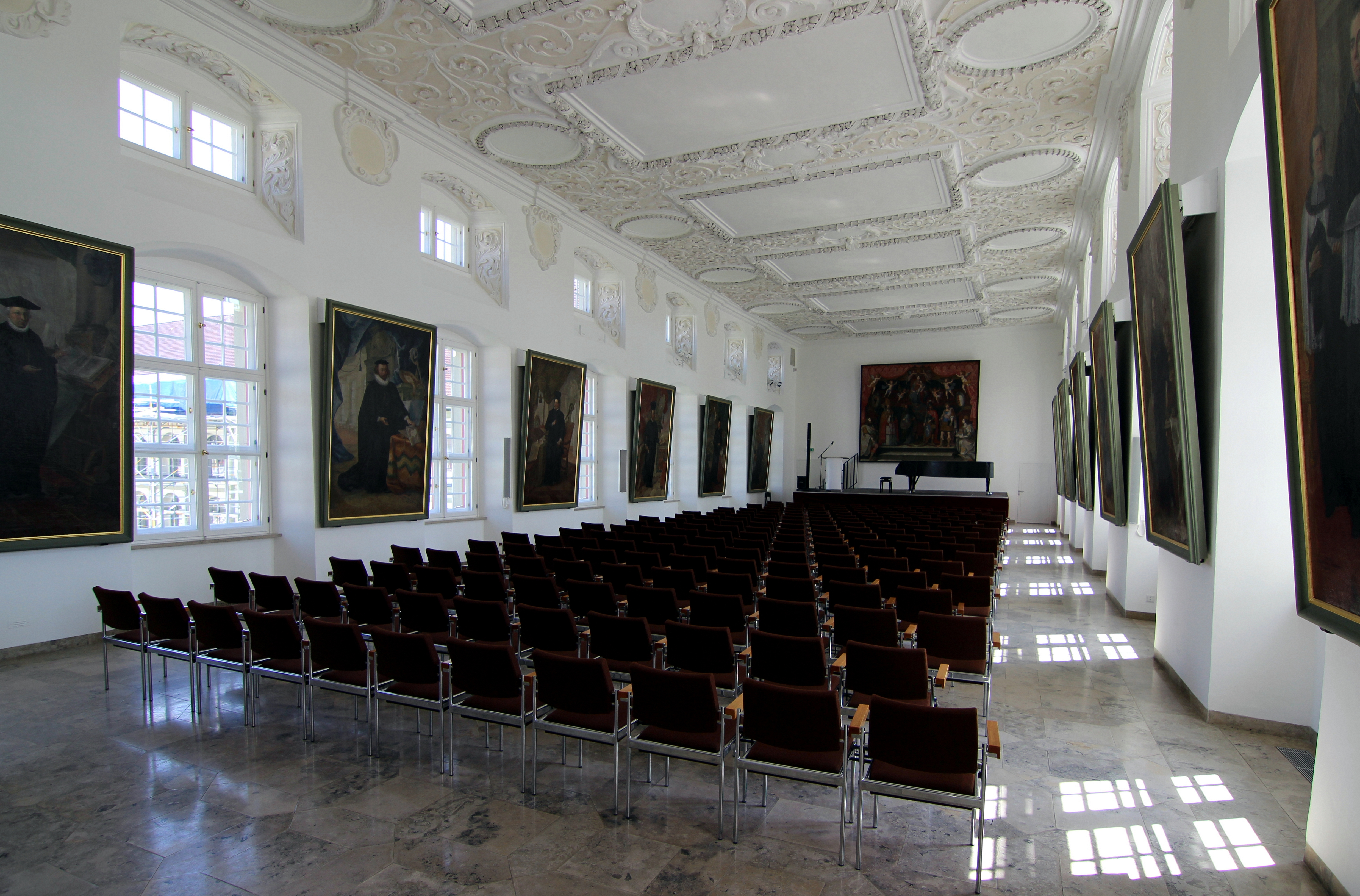
Bis 2011 fand das Festival im Fürstensaal der Residenz statt.

Das internationale Kammermusikfestival Classix Kempten (Eigenschreibweise CLASSIX Kempten) findet jeden Frühherbst in Kempten (Allgäu) statt. Ziel des Festivals war es von Beginn an, weitgehend unbekanntes Repertoire der Kammermusik zu wechselnden Regionen und Themen zu präsentieren. Unter dem Geiger Benjamin Schmid, der das Festival bis 2023 fünf Jahre lang leitete, öffnete sich CLASSIX Kempten weiter in Richtung Jazz und Crossover. Das Festival bietet auch Konzerte für Schüler an.
Seit 2024 hat der Cellist Andreas Fleck die künstlerische Leitung der Kammermusikwoche übernommen, die unter dem Motto Wunder von 21.–29. September 2024 stattfand.

## Geschichte
Das Festival wurde 2006 vom Pianisten Oliver Triendl und dem Kemptener Konzertveranstalter Franz Tröger unter dem Namen Fürstensaal Classix gegründet, benannt nach dem Konzertsaal in der Fürstäbtlichen Residenz. 2011 zog das Festival wegen Bauarbeiten in der Residenz zunächst vorläufig, dann dauerhaft ins Stadttheater Kempten um. Zum 10-jährigen Jubiläum im Jahr 2015 benannte man das Festival in CLASSIX Kempten um.
Seit 2018 war der österreichische Geiger Benjamin Schmid künstlerischer Leiter des Festivals, bei dem er selbst häufig auftrat. Seit dem Tod des Festivalgründers Franz Tröger im Mai 2022 ist die Agentur KulturPartner Bayreuth mit Clemens Lukas für die Koordination verantwortlich. Die Kulturjournalistin Katja Tschirwitz hat Dramaturgie, Presse- und Öffentlichkeitsarbeit und Projektmanagement übernommen.
- 2006 – Start des Kammermusikfestivals, noch ohne Thema.
- 2007 – Deutschland und seine östlichen Nachbarn. CiR Krzysztof Meyer, Polen.
- 2008 – Vive la France. CiR Nicolas Bacri, Frankreich.
- 2009 – Sommernachtsträume. CiR Ragnar Söderlind, Norwegen.
- 2010 – Russland à la carte! CiR Elena Firsova, Russland (lebt in London).
- 2011 – Classix very british. CiR David Matthews, Großbritannien.
- 2012 – Ungarn: Kammermusik mit Paprika. CiR László Tihanyi, Ungarn.
- 2013 – Brennpunkt Wien 1900. CiR Richard Dünser, Österreich.
- 2014 – Fundstücke unbekanntes Südosteuropa. CiR Milan Mihajlović, Serbien.
- 2015 – Geheimnisvolles Nordosteuropa. CiR Sebastian Fagerlund, Finnland.
- 2016 – Aus der Neuen Welt. CiR Derek Bermel, USA.
- 2017 – Komponistinnen – Starke Stücke vom schwachen Geschlecht. CiR Katia Tchemberdji, Russland (lebt in Berlin)
- 2018 – A piacere – Kammermusik aus Italien. CiR Virginia Guastella, Italien
- 2019 – Wandlung und neue Vielfalt
- 2020 – Alles Beethoven ... oder was?
- 2021 – Tradition und neue Bahnen
- 2022 – Visionen. Im Fokus: Florian Willeitner (Violine, Komposition)
- 2023 – Gemütsergetzung! Im Fokus: Georg Breinschmid (Kontrabass, Komposition)
- 2024 – Wunder! mit dem neuen Schweizer Residenzensemble CHAARTS
- 2025 – Dolce Vita

## Konzeption

### Thematik, Werke und Künstler
Der ursprüngliche Untertitel des Festivals „Kammermusik für Entdecker“ weist auf die Programmauswahl hin: Bis 2018 wurden vorwiegend unbekannte Stücke aus einer bestimmten Region vorgestellt. 2017 war das gesamte Festival Komponistinnen gewidmet. Die stilistische Bandbreite des Festivals reicht vom Barock über die Romantik bis zu zeitgenössischen Werken, ab 2019 auch verstärkt bis zum Jazz. Jedes Jahr werden so abseits des Mainstreams unbekannte Schätze gehoben. Unter der Leitung von Franz Tröger haben sich Musiker in der Festivalwoche vor Ort größtenteils unbekanntes Repertoire erarbeitet. Von 2006 bis 2018 waren in Kempten 190 Künstler anwesend, davon einige mehrmals, die insgesamt 444 Werke von 296 Komponisten spielten.

### Composer-in-Residence und Künstler im Fokus
Bis 2017 hatte das Festival eine/n „Composer-in-Residence“ (Artist in Residence, CiR), stammend aus dem Land bzw. der Region des jeweiligen Festival-Mottos. Diese Person war die gesamte Woche anwesend und begleitete die Proben ihrer Werke. In diesem Rahmen gab es in Kempten jährlich eine Uraufführung.
Ab 2022 setzte sich diese Tradition mit einem Künstler „im Fokus“ fort. Ab 2024 bringt der neue Künstlerische Leiter Andreas Fleck das Kammerensemble CHAARTS als Residenzensemble mit. 

## Medien
Bayerischer Rundfunk sowie Deutschlandfunk Kultur übertragen seit 2007 Konzerte des Festivals. Die EBU (European Broadcasting Union) strahlt ebenfalls regelmäßig Veranstaltungen des Festivals aus. Viele unbekannte Werke wurden beim Kemptener Festival erstmals überhaupt aufgezeichnet und fanden so den Weg ins Radio-Archiv.

„CLASSIX Kempten steht seit nunmehr 12 Jahren für ein außergewöhnliches feines Kammermusikfestival,
das sich dem neu zu entdeckenden, selten bis nie gespielten Repertoire verschrieben hat.“